# 32402 Annametke
32402 Annametke este o planetă minoră (asteroid), cu un diametru de 10,668 km, din centura de asteroizi. A fost descoperită pe 20 august 2000 la Stația Anderson Mesa de Lowell Observatory Near-Earth-Object Search. 
Obiectul prezintă o orbită caracterizată de o semiaxă mare de 2,7974995 UAi, o excentricitate de 0,24, o înclinație de 8,4512 ° în raport cu ecliptica.